# SIG Sauer
SIG Sauer, anciennement SIGARMS, est le représentant aux États-Unis de la société de manufacture d’armes à feu Swiss Arms, pour la distribution et commercialisation de leurs armes.

## Historique
En 1985, SIGARMS est créée comme la branche américaine de Schweizerische Industrie Gesellschaft (SIG) à Tysons Corner, Virginie, pour importer le Sig-Sauer P220 et le P230.
En 1987, SIGARMS se délocalise à Herndon (Virginie) puis, en 1990 à Exeter (New Hampshire) pour installer sa nouvelle société.
Depuis 1990, SIGARMS fait fonctionner une école de formation de classe internationale sur l'utilisation d'armes à feu, la SIGARMS Academy, également à Exeter. 
En 1998, SIGARMS introduit sa première ligne de fusil de chasse conçue spécifiquement pour SIGARMS par l'italien B. Rizzini.
Un an plus tard, SIGARMS distribue également les fusils de chasse et de compétition allemands Blaser, en particulier le F3 et le R93.
En octobre 2000, SIGARMS est achetée par Michel Lüke et Thomas Ortmeier, deux investisseurs allemands, en même temps que Swiss Arms.
En 2007, elle est rebaptisée SIG Sauer.

Logo présent sur les armes Sig Sauer